# Parathesis rufa
Parathesis rufa är en viveväxtart som beskrevs av Cyrus Longworth Lundell. Parathesis rufa ingår i släktet Parathesis och familjen viveväxter. Inga underarter finns listade i Catalogue of Life.